# Srečko Katanec
Srečko Katanec, född den 16 juli 1963 i Ljubljana, Jugoslavien (nuvarande Slovenien), är en slovensk fotbollstränare och tidigare jugoslavisk/slovensk fotbollsspelare som tog OS-brons med Jugoslavien vid de olympiska sommarspelen 1984 i Los Angeles.
I september 2018 blev Katanec förbundskapten för Iraks herrlandslag.

### Webbkällor
- Artikeln är helt eller delvis en översättning av Wikipedias engelska version

- Sports-reference.com (engelska)
- Srečko Katanec på Fifa:s officiella webbplats (engelska)
- Srečko Katanec på National-Football-Teams.com (engelska)